# نايجل برينان
نايجل برينان (بالإنجليزية: Nigel Brennan)‏ هو مصور أسترالي، ولد في 18 مايو 1972.